# Grace Hopper
Kontraadmiralka Grace Murray Hopper, ameriška matematičarka, računalnikarka in mornariška častnica, * 9. december 1906, † 1. januar 1992.
Grace Hopper je bila pionirka računalništva. Bila je ena od prvih programerk računalnika Harvard Mark I in prva je razvila prevajalnik za računalniški programski jezik. Predstavila je zamisel o strojno neodvisnih programskih jezikih, kar je vodilo do razvoja jezika COBOL, enega od prvih sodobnih visokonivojskih jezikov. Velja za avtorico priljubljenega izraza »razhroščevanje« za iskanje in odpravo računalniških napak na podlagi resničnega nočnega metulja, ki so ga dejansko odstranili iz računalnika (hrošč). Zaradi širine njenih dosežkov in mornariškega čina jo včasih imenujejo »Osupljiva Grace« (Amazing Grace). Po njej se imenuje mornariški rušilec USS Hopper (DDG-70) in superračunalnik Cray XE6 »Hopper« v nacionalnem raziskovalnem računalniškem središču NERSC v Oaklandu, Kalifornija.